# Katartezaura
Katartezaura (Cathartesaura anaerobica) – roślinożerny dinozaur z rodziny rebbachizaurów (Rebbachisauridae).
Żył w epoce późnej kredy (ok. 96 mln lat temu) na terenach Ameryki Południowej. Długość ciała ok. 17 m, wysokość ok. 6 m, masa ok. 15 t. Jego szczątki znaleziono w Argentynie (w prowincji Río Negro).